# Euronext
Euronext este o bursă pan-europeană cu sediul la Paris și subsidiare în Olanda, Belgia, Franța, Portugalia și Anglia. Bursa a fuzionat în 2006 cu New York Stock Exchange, formând cel mai mare grup bursier, NYSE Euronext, cu o capitalizare totală a companiilor listate depășind 20,6 miliarde $.
1. ↑   https://www.lobbyfacts.eu/datacard/euronext?rid=17804464809-28 Lipsește sau este vid: |title= (ajutor)